# Aristarch Krapiwin
Aristarch Iwanowicz Krapiwin (ros. Ариста́рх Ива́нович Крапи́вин, ur. 27 września?/10 października 1909 we wsi Szczełkun w guberni permskiej, zm. 21 września 1992 w Moskwie) – radziecki prawnik, polityk i wojskowy, Bohater Związku Radzieckiego (1945).

## Życiorys
1928 ukończył Instytut Nauczycielski w Swierdłowsku (obecnie Jekaterynburg), pracował jako nauczyciel i kierownik sklepu, był głównym konsultantem prawnym kombinatu „Uraługol”. Od czerwca 1941 żołnierz Armii Czerwonej, sekretarz wojskowego trybunału 63 Morskiej Brygady Piechoty w Archangielsku, 10 marca 1942 kontuzjowany wskutek wybuchu bomby lotniczej i do maja 1942 przebywał w szpitalu, w sierpniu 1942 ukończył kursy „Wystrieł”, brał udział w ewakuacji w Archangielsku. Od października 1942 do września 1944 kolejno dowódca kompanii, pomocnik szefa sztabu ds. wywiadu i dowódca 1 Batalionu Zmotoryzowanego 45 Brygady Zmechanizowanej, walczył na Froncie Briańskim, Południowo-Zachodnim i Zachodnim, brał udział w bitwie pod Stalingradem, operacji millerowo-woroszyłowgradzkiej i spas-diemienskiej, 10 sierpnia 1943 został ciężko ranny i do października 1943 przebywał w moskiewskim szpitalu. Później walczył w składzie 1 i 2 Frontu Ukraińskiego, biorąc udział w operacji korsuń-szewczenkowskiej, humańsko-batoszańskiej i jasko-kiszyniowskiej, 1944 mianowany majorem Armii Czerwonej. Wyróżnił się w walkach w Rumunii, gdzie od 20 do 31 sierpnia 1944 batalion pod jego dowództwem pokonując drogę od granicy państwowej do Bukaresztu wziął do niewoli ok. 1250 żołnierzy i oficerów przeciwnika. 22 sierpnia 1944 batalion zajął miasto Vaslui, 31 sierpnia 1944 brał udział w zajmowaniu Bukaresztu. 7 sierpnia 1944 Krapiwin został ciężko ranny i odesłany do szpitala w Swierdłowsku.
Uchwałą Prezydium Rady Najwyższej ZSRR z 24 marca 1945 „za męstwo i heroizm przejawiane w walkach” został uhonorowany tytułem Bohatera ZSRR. Od stycznia do lipca 1945 był instruktorem w sztabie Uralskiego Okręgu Wojskowego, później został przeniesiony do rezerwy, 1947 ukończył Swierdłowski Instytut Prawniczy, pracował jako adwokat w Swierdłowsku. Od marca do czerwca 1949 członek, a 1949-1955 przewodniczący Sądu Krajowego w Krasnojarsku, od kwietnia do lipca 1955 przewodniczący Komitetu Wykonawczego Rady Obwodowej Chakaskiego Obwodu Autonomicznego, od marca 1956 zastępca przewodniczącego Komitetu Wykonawczego Krasnojarskiej Rady Krajowej. 1955–1963 był deputowanym do Rady Najwyższej RFSRR 4 i 5 kadencji.

## Odznaczenia
- Złota Gwiazda Bohatera Związku Radzieckiego (24 marca 1945)
- Order Lenina (dwukrotnie - 24 marca 1945 i 11 stycznia 1957)
- Order Czerwonego Sztandaru (1 marca 1944)
- Order Aleksandra Newskiego (20 kwietnia 1944)
- Order Wojny Ojczyźnianej I klasy (11 marca 1985)
- Order Czerwonej Gwiazdy (1 lutego 1943)

I medale.